# Mara Margaret Helmuth
Mara Margaret Helmuth   (1957) és una compositora estatunidenca. Va estudiar a la Universitat d'Illinois a Urbana-Champaign, i va continuar els seus estudis a la Universitat de Colúmbia, graduant-se amb un doctorat en música.
Després de completar la seva educació, Helmuth va aconseguir una plaça com a professora a la Universitat de Cincinnati i va esdevenir directora del Centre de Música per Ordinador de la universitat. Ha publicat articles professionals en Traçes Audibles, Mètodes Analítics de la Música Electroacústica, la revista Journal of New Music Research i Perspectives de Música Nova.

## Obres
Helmuth és coneguda per la música electrònica. Compon per format fix i també crea instal·lacions interactives. Les obres seleccionades inclouen:
- Mellipse (1989,1995)
- Abandoned Lake in Maine (1997)
- Bugs and ice: A Question of Focus (2002)
- Where is my Voice, per àudio de format fix
- Hidden Mountain (2007)
- Staircase of Light (2003)
- Hidden Mountain 2, multimèdia interactiva i instal·lació sense fil

Les seves obres han estat enregistrades, incloent:
- Sound Collaborations, v.36 del Consortium to Distribute Computer Music Series, Centaur Records
- Implements of Actuation col·laboracions amb el percussionista-compositor Allen Otte, Electronic Music Foundation
- CD Espacial obert 16 música per cinta[2]